# Lipinia surda
Lipinia surda är en ödleart som beskrevs av  George Albert Boulenger 1900. Lipinia surda ingår i släktet Lipinia och familjen skinkar. Inga underarter finns listade i Catalogue of Life.